# Comuna 4 Cazucá
La Comuna 4 Cazucá es la cuarta de las seis comunas de la cabecera municipal de Soacha (Cundinamarca), localizado al extremo oriente de la ciudad y al sur de la ciudad de Bogotá. Recibe su nombre del asentamiento popular y orográfico, Altos de Cazucá, del que comparte su territorio con la UPZ 69 Ismael Perdomo de la localidad de Ciudad Bolívar de Bogotá. Tiene 69 350 habitantes.

## Geografía
Dominado por el principal cerro de la comuna, Los Altos de Cazucá, de donde es la prolongación de los Cerros del Sur procedentes de tanto de Cerro Seco en el lado soachuno como del bogotano como Palo del Ahorcado. Socialmente hablando, el territorio es en buena parte suburbano; a menudo, dado que algunos barrios son de tipo tugurio construidos por personas desplazadas de la violencia causadas por el conflicto armado colombiano, ya que la condición de ilegalidad lo vuelve propenso al epicentro de actividades de criminalidad común y organizada que asolan al resto de Soacha y las localidades bogotanas de Bosa y Ciudad Bolívar.
En cuanto a cuerpos de agua, sobresale en su parte central la antigua Laguna de Terreros, drenado en 2010 por el riesgo que representaba y la quebrada Tibanica, cuyas aguas van fuera de la comuna al norte. Hacia la parte de Ciudadela Sucre existen algunos relictos de bosque y explotaciones de cantera.

### Límites
La Comuna 4 Cazucá está rodeada por la Comuna 5 de San Mateo en su área urbana y el Corregimiento 1 en la rural, excepto al oriente con Bogotá.

## Historia
Los orígenes del territorio que se conoce hoy como comuna 4 de Cazucá y compartido con su vecina, la 5 de San Mateo (la Zona Industrial Cazucá), vienen de los terrenos de la hacienda Cazucá que tenía por propietario al señor Ferndinand Garbrecht en la cual tenía delimitado al norte por el entonces al Ferrocarril del Sur, según los límites fijados por la Asamblea de Cundinamarca en la ordenanza 52 de 1913.  El poblamiento de la comuna data desde finales de 1970, a consecuencia de la ocupación de terrenos por parte de familias. Primeramente por el apoyo del Partido Comunista Colombiano y de la Central Nacional de Vivienda, y luego de la urbanización pirata para venderlos a bajo costo a familias más pobres. Hacia septiembre del año 1988 se empieza a poblar la parte alta de Cazucá, por lo que se inicia a una sobrepoblación de esta loma, en la cual las reservas ecológicas fueron desapareciendo con el paso del tiempo.

## Barrios

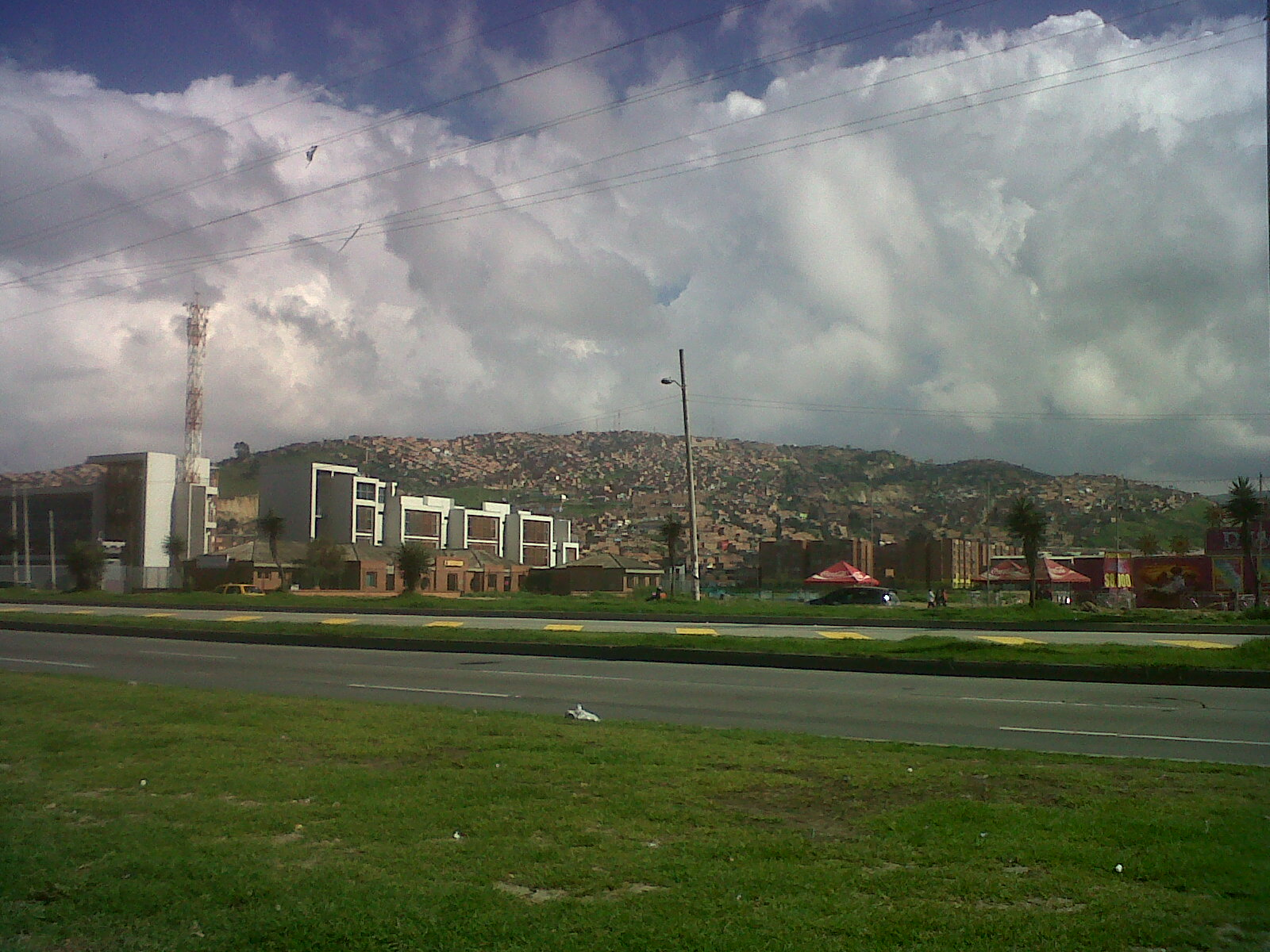
Altos de Cazucá: Cerro tutelar de Soacha, por la cara occidental perteneciente a este municipio, concretamente en la Comuna 4. Foto tomada desde el barrio León XIII

La comuna está dividida en dos sectores por los cuales cada barrio está ubicado en su zona montañosa
- Altos de Cazucá: Al norte de la comuna, lo integran: Balcanes, Carlos Pizarro, Casaloma, El Arroyo, El Progreso, El Oasis, Jaime Garzón, Julio Rincón, La Esperanza Sur,  La Isla, Las Quintas, Loma Linda, Los Cerezos, Los Robles, Luis Carlos Galán, Mirador Corinto, Minuto de Dios, Nueva Unión, Nuevo Colón, Paraíso Corinto, Santa Viviana, Santo Domingo (Soacha), Terranova, Villa Mercedes, Villa Sandra, La Capilla y Villas de Casaloma,

- Ciudadela Sucre: Al sur de la comuna junto a Cerro Seco, lo integran Bellavista, Buenos Aires, Las Margaritas, Los Pinos, Rincón del Lago, San Rafael y Villa Nueva

Propiedad horizontal: La comuna 4 tiene la siguiente propiedades horizontal distribuidos en uno de sus barrios, aunque por ley están separado de la jurisdicción de las Junta de Acción Comunal de este último:
- Ciudadela Sucre Los Pinos: Altani

## Vías
- Calle 48 (Cazucá)
- Transversal 9 este - Carrera 1 (Julio Rincón - Cazucá)
- Avenida Terreros (Calle 38)
- Calles 41 y 42 (El Oasis - Los Robles - Caracolí)
- Transversal 33 Este / Diagonal 40 I  (Los Pinos - Rincón del Lago - La Isla)
- Carrera 39 este[Nota 1]

Gran parte de las vìas de esta comuna están sin pavimentar y se accede desde el norte Quintanares (calle 48) y La Zona Industrial de Cazucá (calle 56), por el oeste por Terreros (Avenida Terreros) y por el oriente desde la localidad bogotana de Ciudad Bolívar a través de la frontera entre los barrios Balcanes-La Estancia (intersección calle 61 Soacha con la calle 59 Sur Bogotá), Luis Carlos Galán y Carlos Pizarro-El Espino (Calles 60 y 61 Soacha/Carrera 77C Bogotá) finalizando en el barrio Santo Domingo y Los Robles-Caracolí (Calle 41 y 42 Soacha/Calles 76A y 77 Sur Bogotá). 
Depende únicamente del transporte urbano de Soacha, así como de las rutas del sur de Bogotá en el límite oriental (SITP Ruta SITP 10 - 10 Cazuca - Portal Sur) y se espera la construcción del sistema de transporte de cable aéreo conocido como Cazucable, que uniría esta comuna y el barrio Quintanares de su vecina, la Comuna 5 de San Mateo, finalizando en la estación TransMilenio de Terreros.

## Sitios importantes
En esta comuna se encuentra el polideportivo Bosques de la Esperanza construido en terrenos de la Institución Educativa Gabriel García Márquez, con un diseño arquitectónico que hace alusión a su nombre.
También se encuentra la Estación de Policía de Ciudadela Sucre, adscrita a la Policía Metropolitana de Soacha.

## Educación
En cuanto a instituciones educativas está: Julio César Turbay (Julio Rincón), Cazucá (Santillana), Gabriel García Márquez (Villamercedes), Luis Carlos Galán (en el barrio homónimo) y el colegio Dios es Amor (o Conviventia, una institución privada a diferencia de las anteriores, barrio Luis Carlos Galán).

## Representación local
La representación local está en manos de los ediles de la JAL de la comuna 4, elegidos para el periodo constitucional 2024-2027:
| Partido            | Partido | Escaños |
| ------------------ | ------- | ------- |
|                    | PH      | 3/7     |
| Centro Democrático | CD      | 2/7     |
|                    | EM      | 1/7     |
|                    | PL      | 1/7     |